# Silvia Stroescu
Silvia Alexandra Stroescu (n. 8 mai 1985, București, România) este o fostă gimnastă română de talie mondială, medaliată cu aur la competiții de mare anvergură; europene, mondiale, respectiv la Jocurile Olimpice de vară din 2004 (Atena). În decursul activității sportive a cucerit 17 titluri internaționale și 32 naționale.
Silvia Stroescu a optat atât pentru cariera didactică, fiind lector universitar doctor la Universitatea Națională de Educație Fizică și Sport din București cât și pentru cea de arbitru internațional de gimnastică artistică.

## Biografie
Silvia Stroescu a început gimnastica la vârsta de patru ani și s-a antrenat în primii ani la CSA Steaua București. A concurat pentru prima dată la nivel național în 1994 când a devenit campioană națională absolută. 
La vârsta de 13 ani a fost selecționată la lotul național de junioare de la Onești, acolo unde Nadia Comăneci a făcut istorie. 
După ce iese triplă învingătoare în finalele pe aparate la Campionatele Naționale ale Speranțelor, a participat la unul dintre cele mai importante turnee internaționale  pentru junioare, la Charleroi (Belgia) unde a repurtat câteva succese de prestigiu: aur la individual compus, argint la bârnă și bronz la sărituri. În urma acestor rezultate, Silvia Stroescu a fost promovată la lotul Olimpic de la Deva.
Ca o primă verificare este desemnată să participe la Campionatele Internaționale ale Rusiei, unde obține o valoroasă medalie de bronz la sol, devansând-o pe celebra rusoaică Svetlana Horkina.
Campionatele Europene de la Paris (anul 2000) s-au încheiat cu un triumf al junioarelor, Stroescu obținând: medalia de aur la bârnă si sol, argint la individual compus și cu echipa.
Sfârșitul anului 2000 îi aduce recunoașterea ca maestră a sportului.
În 2001 la Gent (Belgia), Silvia Stroescu a devenit campioană mondială cu echipa. Ulterior, a participat la cea de-a 18-a ediție a concursului internațional Memorialul "Arthur Gander" unde a obținut medalia de bronz la individual compus, urmând ca în același an, alături de Marian Drăgulescu să câștige tradiționala competiție Swiss Cup .
În cadrul celei de-a XIII-a ediție a trofeului Marsillia (2001), Silvia Stroescu a concurat alături de Andreea Răducan și alte gimnaste consacrate obținând medalia de bronz la individual compus și aur cu echipa.
Succesul din anul 2001 îi aduce distincția "Crucea Serviciul Credincios Clasa a III-a" și titlul de "cel mai bun sportiv" al Clubului Steaua.
La puțin timp, durerile de spate s-au accentuat motiv pentru care i s-a interzis să se antreneze pe o perioadă de un an. În aprilie 2003 Stroescu a revenit în activitatea sportivă, urmând ca anul 2004 să fie încununat de succes fiind medaliată cu aur atât în concursul pe echipe de la Campionatele europene de gimnastică feminină din 2004 (Amsterdam) cât și la Jocurile Olimpice de vară din 2004 la Atena.  

## După retragerea din sportul de performanță
Silvia Stroescu s-a retras din activitatea competițională după Jocurile Olimpice de vară din 2004 de la Atena. 
A urmat studiile universitare ale U.N.E.F.S și pe cele ale Facultății de Sociologie - Psihologie Universitatea Spiru Haret, iar în 2014 a obținut titlul de doctor în sport.  
Din anul 2009 începe cariera didactică ca preparator în cadrul Universitatea Națională de Educație Fizică și Sport, iar mai târziu, în 2018 devine lector universitar.
În paralel cu activitatea didactică, Silvia Stroescu a rămas implicată în lumea gimnasticii devenind arbitru internațional și comentator sportiv. În decursul ultimilor ani a avut onoarea cât și privilegiul de a comenta alături de marele Cristian Țopescu care i-a fost un adevărat mentor. 

## Legături externe
- en  Pictures at gymbox.net
- Silvia Stroescu la Comitetul Olimpic și Sportiv Român (arhivat)
- en Silvia Stroescu la Olympedia.org